# Anropar försvunnen
Anropar försvunnen är en poplåt skriven av Bobby Ljunggren, Robert Uhlmann och Anna-Lena Högdahl och framförd av Hanna Hedlund i den svenska Melodifestivalen 2000. Bidraget slutade där på åttonde plats.
Singeln placerade sig som högst på elfte plats på svenska singellistan och den 25 mars år 2000 testades melodin på Svensktoppen, men tog sig inte in på listan.
Dock var Anropar försvunnen populär i svensk radio och bland barn i skolåldern. Sångtexten har ett rymdfartsrelaterat tema och var inspirerad av David Bowies låt Space Oddity.
Sången var ursprungligen tänkt att framföras av Hanna Hedlund och Linda Bengtzing.

## Listplaceringar
| Lista (2000) | Topplacering |
| ------------ | ------------ |
| Sverige      | 11 .         |